# Eugenio Casparini
Eugenio Casparini (egentligen Johann Eugen Caspar), född 14 februari 1623 i Sorau, Niederlausitz, död 12 september 1706 i Wiesa i Gryfów Śląski (Greiffenberg), var en tysk orgelbyggare, som arbetade många år i Italien. Från 1694 kallades han till Wien och utnämndes till kejserlig orgelbyggare.

## Biografi
Eugenio Casparini lärde sig sitt hantverk av sin far Adam Casparini (1590–1665), som var matematiker och orgelbyggare, och när han var cirka 17 år gammal flyttade han till Regensburg i Italien där han stannade i tre år. Han arbetade först i Gorizia och konverterade till katolicismen, vilket ledde till hans namnbyte. Därefter arbetade han i Trieste och Venedig tills han nådde Padua för att arbeta där i 28 år. Där föddes hans son Adam Horatio Casparini den 29 juli 1676. Från 1690 arbetade han i biskopsdömet Brixen och omkring 1694 kallades han till Wien och utnämndes till kejserlig orgelbyggare. Där uppförde han ett positiv med sex register med orgelpipor för den kejserliga konstkammaren. Han återvände till Schlesien 1697 och i Görlitz byggde han orgeln för kyrkan St. Peter und Paul i Görlitz och den katolska församlingskyrkan i Hirschberg, det orgelbygget slutfördes antagligen  av hans son. Strax före sin död återgick han till den evangeliska tron.
Han anses vara den viktigaste orgelbyggaren av dynastin Casparini och binder samman det italienska och tyska orgelbyggeriet. En av hans studenter var 1697–1699 Andreas Silbermann. Hans barnbarn var Adam Gottlob Casparini.

## Orgelverk
Av Eugenio Casparini är några verk i Italien, Sydtyrolen och Schlesien kända. Orgeln i Padua finns bevarad, samt orgelfasaderna i Jelenia Góra (Hirschberg) och Görlitz (Sonnenorgel).
| År   | Ursprunglig kyrka                   | Stift | Bild | Manualer | Pedal        | Stämmor | Bevarad orgel/fasad | Övrigt                                                                             |
| ---- | ----------------------------------- | ----- | ---- | -------- | ------------ | ------- | ------------------- | ---------------------------------------------------------------------------------- |
| 1683 | Padua (Padova) St. Giustina         |       |      | 2        | Självständig | 26      | Ja/Ja               | [ 2 ] [ 3 ]                                                                        |
| 1687 | Trient (Trento)                     |       |      |          |              |         |                     | Rekonstruktion av Zimmermannorgeln i Santa Maria Maggiore.                         |
| 1690 | Burgeis                             |       |      |          |              |         |                     |                                                                                    |
| 1690 | Brixner Dom                         |       |      |          |              |         |                     |                                                                                    |
| 1694 | Merano                              |       |      |          |              |         |                     |                                                                                    |
| 1697 | Untermais                           |       |      |          |              |         |                     | Förmodligen med sin son Adam Horatio Casparini.                                    |
| 1703 | St. Peter und Paul, Görlitz         |       |      | 3        | Självständig | 57      | Ja/Ja               | Sonnenorgel. Tillsammans med sin son. Orgelverket ersattes 1894 av Schlag & Söhne. |
| 1706 | Katholische Pfarrkirche, Hirschberg |       |      | 3        | Självständig | 43      |                     | Fullbordad av sin son.                                                             |

## Webblänkar
- Eugenio Casparini Lexikon der in Tirol tätigen Orgelbauer